# Мадлен Рено
Люсі́ Мадле́н Рено́ (фр. Lucie Madeleine Renaud; 21 лютого 1900, Париж, Франція — 23 вересня 1994, Неї-сюр-Сен, Франція) — французька акторка театру та кіно. З 1923 року знімалася в кіно, за час кар'єри зігравши у майже 50 кінофільмах. Знімалася у стрічках Жана Шу, Жульєна Дювів'є, Жана Епштейна, Жана Гремійона, Саша Гітрі, Бернгарда Віккі, Макса Офюльса, Едуара Молінаро.

## Біографія
Народилася у Парижі в сім'ї, що належала до середнього класу. Була тіткою режисера Роже Вадима. Після навчання в Паризькій консерваторії у 1921 році почала виступати на сцені «Комеді Франсез», в трупі якого залишалася до 1946 року. В 1922 році одружилася з актором Шарлем Гранвалем, народила сина Жана-П'єра.
З 1923 року знімалася в кіно, виконавши за час своєї акторської кар'єри ролі у майже 50 кінофільмах. Знімалася у стрічках Жана Шу, Жульєна Дювів'є, Жана Епштейна, Жана Гремійона, Саша Гітрі, Бернгарда Віккі, Макса Офюльса, Едуара Молінаро та ін.
У 1936 році познайомилася з актором і режисером Жаном-Луї Барро, 5 вересня 1940 року одружилася з ним. У 1943 році вони співпрацювали над створенням вистави «Атласний черевичок» Поля Клоделя, у постановці Барро.
У 1946 році після зіграних 127 ролей у «Комеді Франсез» Мадлен Рено пішла з театру та у 1947 році з чоловіком заснувала Компанію Рено-Барро (фр. Compagnie Renaud-Barrault) при театрі Маріньї в Парижі.
У 1986 році Рено разом з чоловіком очолювала як президентка 11 церемонію вручення французької національної кінопремії «Сезар».
Мадлен Рено померла в 1994 році в американському шпиталі в Неї-сюр-Сен, через 7 місяців після смерті чоловіка. Похована разом з ним на паризькому кладовищі Пассі.

## Фільмографія
| Рік       |    | Українська назва                  | Оригінальна назва                     | Роль                                 |
| --------- | -- | --------------------------------- | ------------------------------------- | ------------------------------------ |
| 1923      | ф  | Постійний вітер                   | Vent debout                           |                                      |
| 1926      | ф  | Земля помирає                     | La terre qui meurt                    |                                      |
| 1931      | ф  | Жан з Місяця                      | Jean de la Lune                       | Марселіна                            |
| 1931      | ф  | Містріґрі                         | Mistigri                              | Ней «Містіґрі» Маріньян              |
| 1932      | ф  | Красуня моряка                    | La belle marinière                    | Марінетта                            |
| 1932      | ф  | Дитячий сад                       | La maternelle                         | Роз                                  |
| 1933      | ф  | Злодій                            | Le voleur                             | Марисе Войзін                        |
| 1933      | ф  | Тунель                            | Le tunnel                             | Марі Мак-Аллан                       |
| 1934      | ф  | Прімроз                           | Primerose                             | Прімроз                              |
| 1934      | ф  | Марія Шапделен                    | Maria Chapdelaine                     | Марія Шапделен                       |
| 1935      | ф  | Весільний марш                    | La marche nuptiale                    | Грейс де Плессан                     |
| 1935      | ф  | Одного вечора на Комеді-Франсез   | Un soir à la Comédie-Française        |                                      |
| 1936      | ф  | Серце бродяг                      | Coeur de gueux                        | Клод                                 |
| 1936      | ф  | Елен                              | Hélène                                | Елен Вілфур                          |
| 1936      | ф  | Напівзаготовки                    | Les demi-vierges                      | Жанна де Шантель                     |
| 1938      | ф  | Дивний пан Віктор                 | L'étrange Monsieur Victor             | Магдалена Агарданне                  |
| 1941      | ф  | Буксири                           | Remorques                             | Івонн Лоран                          |
| 1943      | ф  | Літнє світло                      | Lumière d'été                         | Крикрі                               |
| 1943      | ф  | Нескінченні сходи                 | L'escalier sans fin                   | Емільєна Пер'є                       |
| 1944      | ф  | Небо належить вам                 | Le ciel est à vous                    | Тереза Готьє                         |
| 1944      | ф  | Від Жанни д'Арк до Філіппа Петена | De Jeanne d'Arc à Philippe Pétain     | оповідачка                           |
| 1952      | ф  | Насолода                          | Le plaisir                            | Жулі Телльє (епізод «Заклад Телльє») |
| 1958      | тф | Репетиція, або Покарана любов     | La répétition ou L'amour puni         | графиня                              |
| 1960      | ф  | Діалог кармеліток                 | Le dialogue des Carmélites            | настоятелька монастиря               |
| 1962      | ф  | Щонайдовший день                  | The Longest Day                       | мати                                 |
| 1966      | тф | Вишневий сад                      | La cerisaie                           | Раневська                            |
| 1967—1990 | с  | Розслідування комісара Мегре      | Les enquêtes du commissaire Maigret   | мадам Серр                           |
| 1968      | тф | Великі надії                      | Les grandes espérances                | міс Гевішем                          |
| 1969      | ф  | Диявола за хвіст                  | Le diable par la queue                | маркіза                              |
| 1972      | ф  | Мандарин                          | La mandarine                          | мадам Буль                           |
| 1972      | ф  | Пристрасть до подорожей           | L'humeur vagabonde                    | мати Бенуа                           |
| 1975      | с  | Арена                             | Arena                                 | Леді дерев                           |
| 1976      | ф  | Дні безперервно серед дерев       | Des journées entières dans les arbres | мати                                 |
| 1976      | тф | Христофор Колумб                  | Christophe Colomb                     | Ізабелла Католичка                   |
| 1978      | тф | Гарольд і Мод                     | Harold et Maud                        | Мод                                  |
| 1982      | тф | Атласний черевик                  | Le soulier de satin                   | дона Гоноріа                         |
| 1988      | ф  | Світло озера                      | La lumière du lac                     | бабуся                               |